# Il tutore burlato
Il tutore burlato (El tutor enganyat) és una òpera bufa en tres actes del compositor Vicent Martín i Soler sobre llibret italià de Filippo Livigni. El text original va ser escrit per Livigni per a Giovanni Paisiello, el qual el va musicar com a dramma giocoso, i que es va estrenar a la tardor de 1774 amb el títol de La frascatana al Teatro San Samuele de Venècia.
Va ser la primera òpera del compositor valencià, sent estrenada l'any 1775 al Palau de la Granja de San Ildefonso, Segòvia. Tres anys després, el 1778, quan ja Martín i Soler havia abandonat Espanya i s'havia instal·lat a Itàlia, el text va ser traduït al castellà (per Pablo Esteve), i l'obra va ser representada com a sarsuela amb el títol La Madrileña al Teatro de la Cruz de Madrid.

## Representacions modernes
En èpoques recents aquesta època ha estat representada i enregistrada amb certa regularitat. L'any 1995 es va enregistrar la versió castellana, amb el títol El tutor burlado o La madrileña. El 18 de juny de 2007 va ser posada en escena al Teatro Real de Madrid la versió original italiana.